# Hubneria eruceti
Hubneria eruceti är en tvåvingeart som beskrevs av Robineau-desvoidy 1850. Hubneria eruceti ingår i släktet Hubneria och familjen parasitflugor.
Artens utbredningsområde är Frankrike. Inga underarter finns listade i Catalogue of Life.